# Chad Muska
Chad Muska (ur. 2 maja 1977 w Lorain) – skater amerykański.
Zaczął w Phoenix od street skatingu. W wieku 15 lat przeprowadził się do San Diego, gdzie zajął się wkrótce zawodowo skateboardingiem. Odtąd podróżował po świecie i był przedstawiany w wielu skateboardowych czasopismach, zyskując sławę jednego z najbardziej utalentowanych, popularnych i szanowanych skaterów na świecie. Ma własną linię produktów. Jest także muzykiem występującym pod pseudonimem Muskabeatz, łączącym hip-hop z rapem i deskorolką. Muska występuje również w grze skateboardowej Tony Hawk Pro Skater.